# Homogeneidad (física)

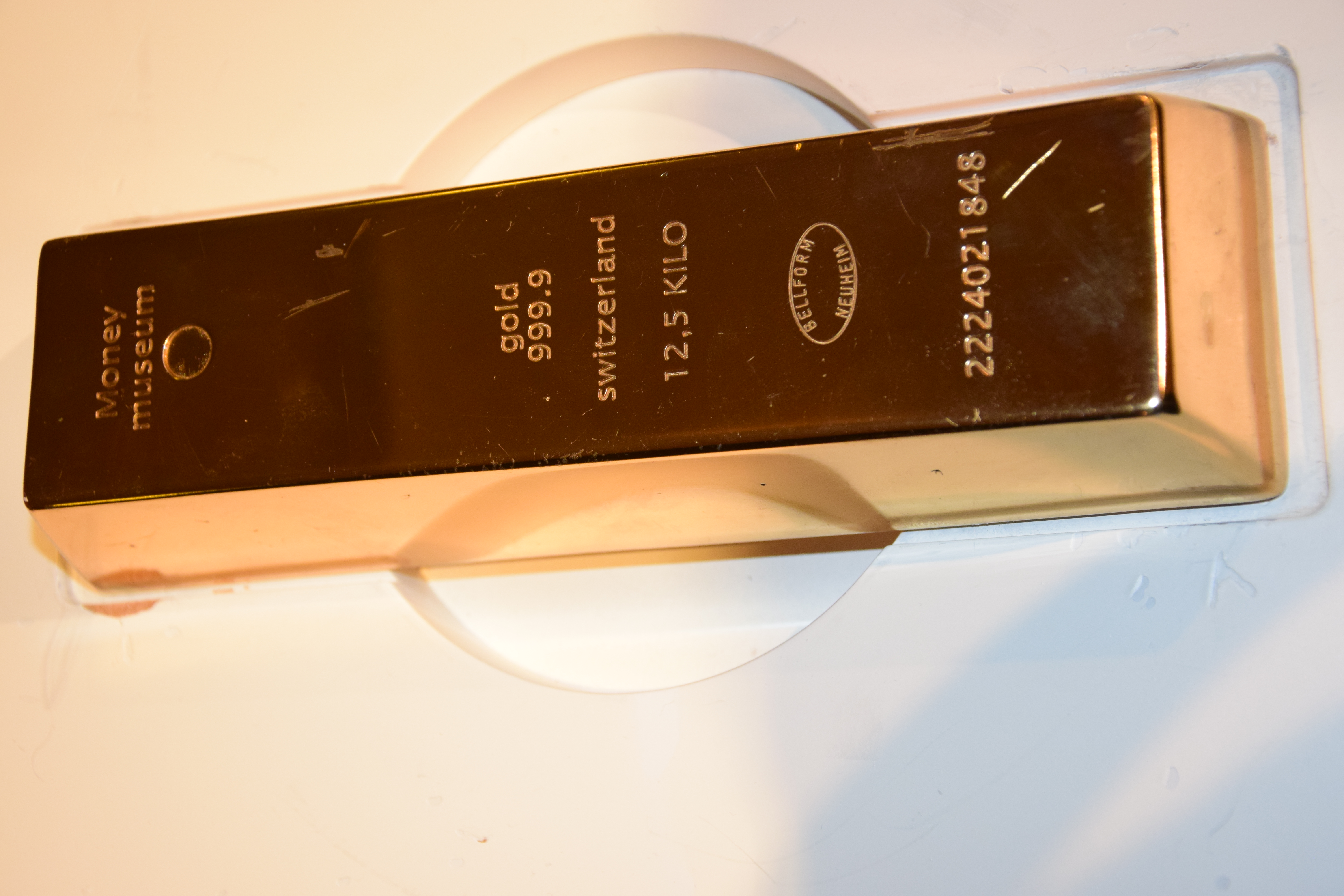
Ejemplo de un objeto compuesto por un material homogéneo: un lingote de oro

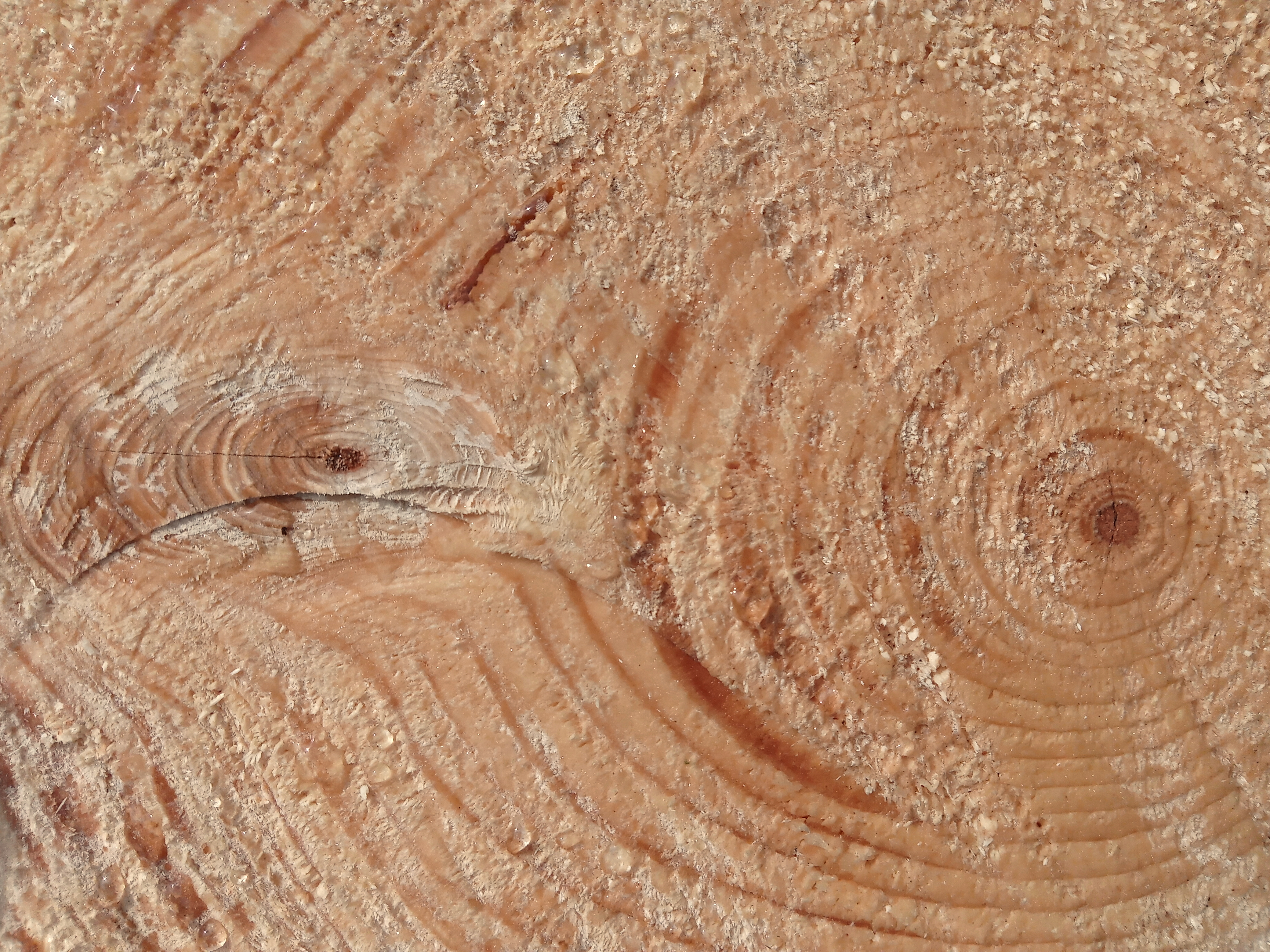
Ejemplo de un elemento formado por un material no homogéneo: madera

En física, un material o sistema homogéneo tiene las mismas propiedades en todos los puntos, o de forma análoga, se dice que es uniforme y sin irregularidades. Un campo eléctrico uniforme (que tiene la misma fuerza y la misma dirección y sentido en cada punto) sería compatible con la homogeneidad (todos los puntos experimentan la misma física). Un material construido con diferentes constituyentes puede describirse en la práctica como homogéneo en el dominio de los materiales electromagnéticos, cuando interactúa con una fuente de radiación dirigida (como la luz o las frecuencias de microondas).
Matemáticamente, la homogeneidad tiene la connotación de la invariancia, ya que todos los componentes del mismo grado de una ecuación lo conservan independientemente de que cada uno de estos componentes esté escalado por valores diferentes mediante multiplicación o suma (un ejemplo sencillo es la expresión de una misma temperatura en grados centígrados o grados Fahrenheit). La distribución acumulada se ajusta a esta descripción: "El estado de tener valores o funciones de distribución acumulativa idénticas".

## Contexto
La definición de homogéneo depende en gran medida del contexto utilizado. Por ejemplo, un material compuesto está formado por diferentes materiales individuales, conocidos como sus "constituyentes", pero puede definirse como un material homogéneo dependiendo del ámbito en el que se considere. Por ejemplo, el asfalto que pavimenta las carreteras es un material compuesto que consiste en un aglutinante asfáltico y un agregado mineral, que se coloca en capas y se compacta, y que a escala macroscópica se puede considerar que tiene un comportamiento homogéneo. Sin embargo, la homogeneidad de los materiales no significa necesariamente isotropía. En el ejemplo anterior, un material compuesto puede no ser isotrópico.
En otro contexto, un material no es homogéneo en la medida en que está compuesto por átomos y moléculas. Sin embargo, en el nivel normal del mundo cotidiano, una lámina de vidrio o una placa de metal se describen simplemente como vidrio o como acero inoxidable. En otras palabras, cada uno de ellos se describe como un material homogéneo.
Algunos otros ejemplos de contexto son: "homogeneidad dimensional" (véase más abajo) es la cualidad de una ecuación que tiene cantidades de las mismas unidades en ambos lados; homogeneidad (en el espacio) implica cantidad de movimiento; y "homogeneidad en el tiempo" implica conservación de la energía.

### Aleación homogénea
En el contexto de los metales compuestos, una aleación es una mezcla de un metal con uno o más elementos metálicos o no. Sus componentes no se combinan químicamente, sino que están muy finamente mezclados. Una aleación puede ser homogénea o contener pequeñas partículas de componentes que se pueden observar con un microscopio. El latón es un ejemplo de aleación, siendo una mezcla homogénea de cobre y zinc. Otro ejemplo es el acero, que es una aleación de hierro con carbono y posiblemente con otros metales. El propósito de la aleación es producir las propiedades deseadas en un metal que naturalmente carece de ellas. El latón, por ejemplo, es más duro que el cobre y tiene un color más parecido al oro. El acero es más duro que el hierro e incluso puede hacerse que sea resistente a la oxidación).

### Cosmología homogénea
La homogeneidad, en otro contexto, juega un papel en cosmología. Desde la perspectiva de la cosmología del siglo XIX (y antes), el universo era infinito, inmutable, homogéneo y, por tanto, lleno de estrellas. Sin embargo, el astrónomo alemán Heinrich Olbers afirmó que si esto fuera cierto, entonces todo el cielo nocturno estaría lleno de luz y sería brillante como el día, razonamiento que se conoce como la paradoja de Olbers, quien presentó un artículo técnico en 1826 que intentaba responder a este enigma. La premisa errónea, desconocida en la época de Olbers, era que el universo no es infinito, estático y homogéneo. La cosmología del Big Bang reemplazó este modelo, postulando un universo no homogéneo, expandible y finito. Sin embargo, los astrónomos modernos ofrecen explicaciones razonables para responder a esta pregunta. Una de al menos varias explicaciones es que la luz de las estrellas y de las galaxias distantes presenta un corrimiento al rojo, lo que debilita su luminosidad aparente y oscurece el cielo nocturno. Sin embargo, el debilitamiento no es suficiente para explicar realmente la paradoja de Olbers. Muchos cosmólogos piensan que el hecho de que el Universo sea finito en el tiempo, es decir, que el Universo no haya existido desde siempre, es la solución a la paradoja. El hecho de que el cielo nocturno esté oscuro es, por tanto, una indicación del Big Bang.

## Invariancia a la traslación
Por invariancia traslacional se entiende independencia de la posición (absoluta), especialmente cuando se hace referencia a una ley de la física o a la evolución de un sistema físico.
Las leyes fundamentales de la física no deben depender (explícitamente) de la posición en el espacio (en caso contrario, serían bastante inútiles). En cierto sentido, esto también está relacionado con el requisito de que los experimentos sean reproducibles. Este principio es válido para todas las leyes de la mecánica (como las leyes de Newton), la electrodinámica o la mecánica cuántica entre otras.
En la práctica, este principio suele violarse, ya que solo se estudia un pequeño subsistema del universo, que por supuesto "recibe" la influencia del resto del universo. Esta situación da lugar a "campos externos" (eléctricos, magnéticos, o gravitacionales) que hacen depender la descripción de la evolución del sistema de su posición (como en el caso de un pozo de potencial). Esto solo se debe al hecho de que los objetos que crean estos campos externos no se consideran parte (dinámica) del sistema.
La invariancia traslacional como se ha descrito anteriormente es equivalente a la invariancia al cambio en análisis de sistemas, aunque aquí se usa más comúnmente en sistemas lineales, mientras que en física no se suele hacer esta distinción.
La noción de isotropía, para propiedades independientes de la dirección, no es consecuencia de la homogeneidad. Por ejemplo, un campo eléctrico uniforme (es decir, que tiene la misma intensidad y la misma dirección en cada punto) sería compatible con la homogeneidad (en cada punto la física será la misma), pero no con la isotropía, ya que el campo se comporta de acuerdo con un sentido "preferido".

### Consecuencias
En el formalismo lagrangiano, la homogeneidad en el espacio implica la conservación de la cantidad de movimiento y la homogeneidad en el tiempo implica la conservación de la energía. Esto se demuestra usando el cálculo de variaciones en libros estándar, como el texto de referencia clásico de Landau & Lifshitz, que se vale de una aplicación particular del teorema de Noether.

## Homogeneidad dimensional
Como se dijo en la introducción, la "homogeneidad dimensional" es la cualidad de una ecuación que tiene cantidades de las mismas unidades en ambos lados. Una ecuación válida en física debe ser homogénea, ya que la igualdad no puede aplicarse entre cantidades de diferente naturaleza. Esto se puede utilizar para detectar errores en fórmulas o cálculos. Por ejemplo, si se está calculando una celeridad, las unidades siempre deben aparecer en la forma [longitud]/[tiempo]. Si se calcula una energía, las unidades siempre deben combinarse en [masa]•[longitud]²/[tiempo]², etc. Por ejemplo, las siguientes fórmulas podrían ser expresiones válidas para expresar una medida de energía:
{\displaystyle E_{k}={\frac {1}{2}}mv^{2};~~E=mc^{2};~~E=pv;~~E=hc/\lambda }
si m es una masa, v y c son velocidades, p es una cantidad de movimiento, h es la constante de Planck, y λ una longitud. Por otro lado, si las unidades de un miembro de una ecuación no se pueden combinar para tomar la forma [masa]•[longitud]2/[tiempo]2, entonces no puede ser una expresión válida coincidente con una magnitud de energía.
Que una ecuación sea homogénea no significa necesariamente que la ecuación sea verdadera, ya que no toma en cuenta factores numéricos. Por ejemplo, E = m•v2 podría ser o no la fórmula correcta para la energía de una partícula de masa m que viaja a una velocidad v, y el análisis dimensional por sí mismo no permite saber si  h•c/λ debe dividirse o multiplicarse por 2π.
Sin embargo, es una herramienta muy poderosa para encontrar unidades características de un problema determinado (véase análisis dimensional).
Los físicos teóricos tienden a expresar todo en unidades naturales referidas a alguna constante física fundamental, como por ejemplo tomando c = ħ = k = 1. Una vez hecho esto, se pierde en parte la posibilidad de realizar la comprobación anterior.